# Gabriel Lippmann

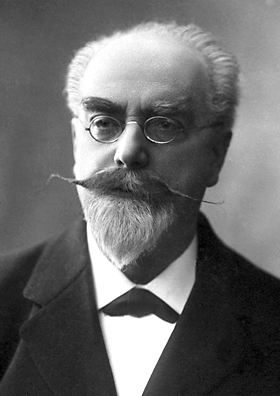
Gabriel Lippmann, 1908

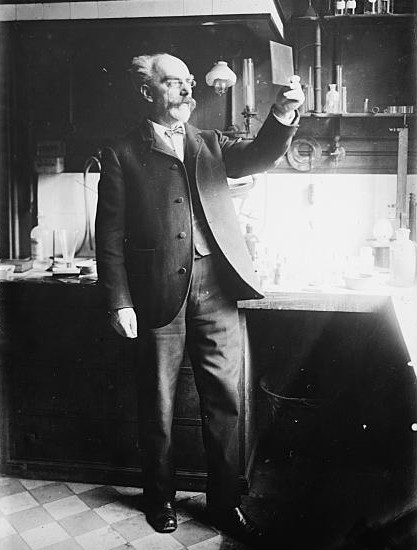
Gabriel Lippmann, 1908

Jonas Ferdinand Gabriel Lippmann (* 16. August 1845 in Bonneweg (Bonnevoie), damals Gemeinde Hollerich, Luxemburg; † 13. Juli 1921 im Atlantik auf der France auf der Fahrt von New York nach Le Havre) war ein französischer Physiker und Nobelpreisträger für Physik.

## Leben und Wirken

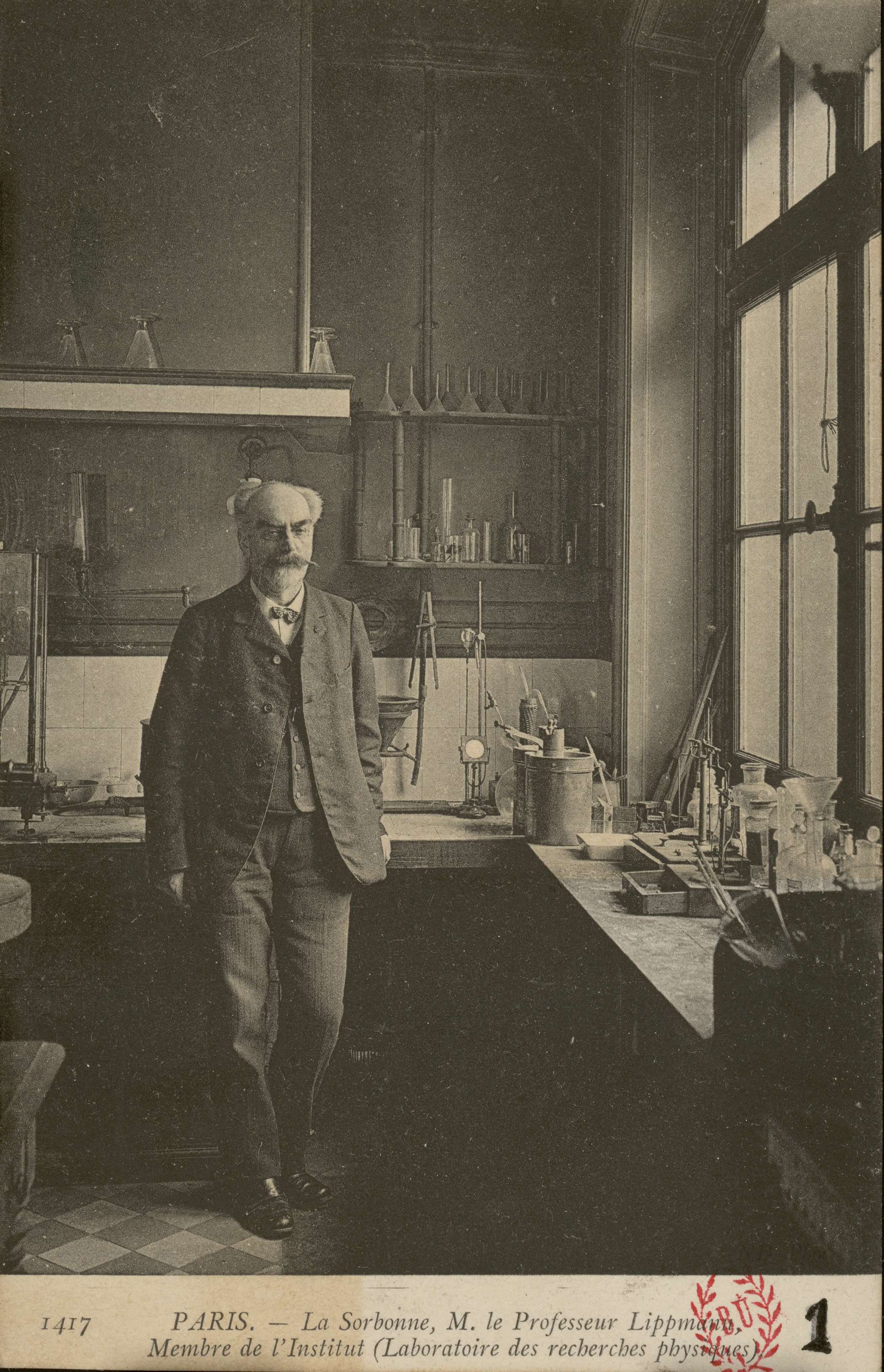
Herr Professor Lippmann im Labor für Physik an der Sorbonne (Bibliothèque de la Sorbonne, NuBIS)

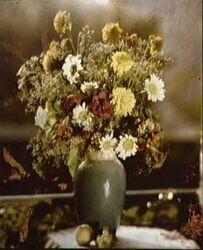
Frühe Farbfotografie von Gabriel Lippmann

Gabriel Lippmann war der Sohn einer luxemburgisch-jüdischen Familie, die bald nach seiner Geburt nach Frankreich zog, wo er zur Schule ging. 1883 wurde Lippmann Professor für mathematische Physik und 1886 für experimentelle Physik an der Sorbonne.
Er entwickelte unter anderem das auf der Interferenz beruhende und nach ihm benannte Lippmannverfahren der Farbfotografie, das er 1891 der Akademie der Naturwissenschaften vorstellte und für das er 1908 den Nobelpreis für Physik erhielt.
Der von ihm im Jahre 1881 theoretisch begründete „reziproke“ oder „inverse Piezo-Effekt“ wurde von den Gebrüdern Jacques Curie und Pierre Curie experimentell nachgewiesen.
Lippmann gilt als einer der führenden Physiker seiner Zeit und war Mitglied vieler wissenschaftlicher Organisationen, unter anderen der Royal Society of London, der Royal Society of Edinburgh, der Preußischen Akademie der Wissenschaften, der Russischen Akademie der Wissenschaften und der Académie des sciences in Paris.
Wichtig aus heutiger Sicht sind seine Arbeiten zur Elektrokapillarität (englisch electrocapillarity). Er entwickelte 1872 das Kapillarelektrometer. Zusammen mit seinen Arbeiten zur Elektrobenetzung (englisch electrowetting) legte er damit wichtige Grundlagen für das Gebiet der Mikrofluidik. Mithilfe dieses Verfahrens lassen sich kleinste Flüssigkeitströpfchen auf Oberflächen gezielt hin und her bewegen. Neben biotechnologischen Mikrofluidikanwendungen lassen sich auf diese Weise auch Displays (electronic paper) sowie Linsen mit elektrisch schaltbarer Brennweite herstellen.
Lippmann erfand auch ein Gerät (Coelostat oder Zölostat), ein Hilfsinstrument in der praktischen Astronomie, um richtungsfeste Fernrohre – insbesondere Turmteleskope – der täglichen Himmelsdrehung nachzuführen (1893).

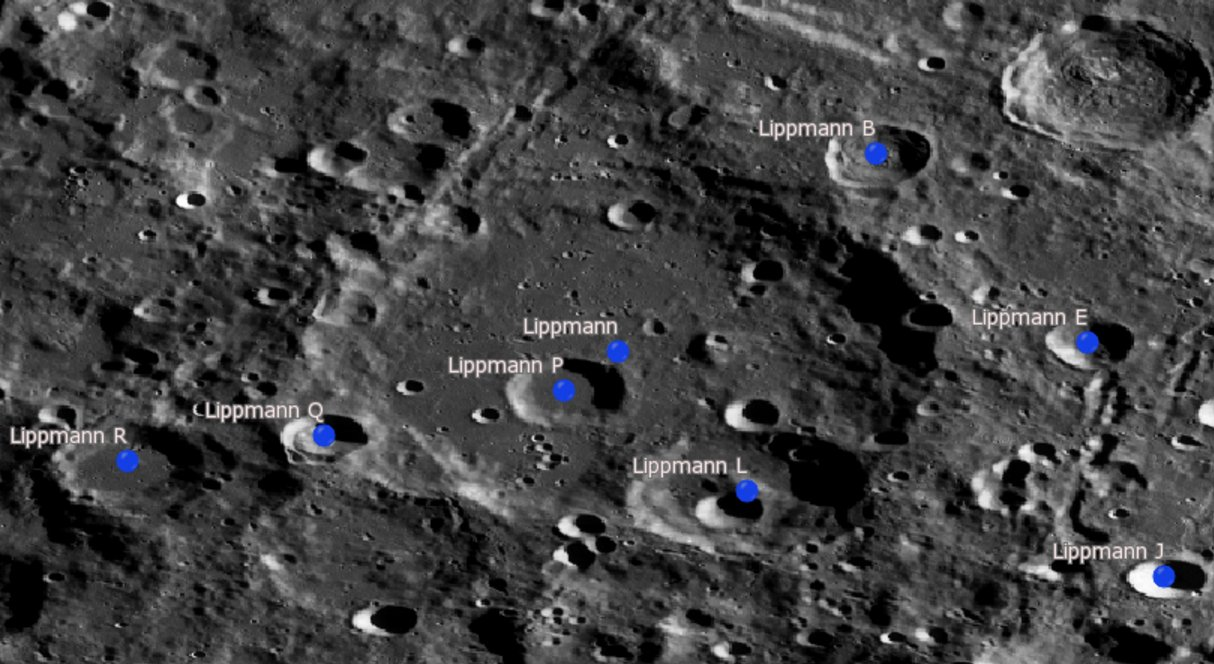
Die Mondkrater Lippmann

## Würdigung
Lippmanns Beitrag zur Entwicklung der Farbfotografie war zwar wesentlich und wurde 1908 bereits mit einem Nobelpreis belohnt, dennoch ist er im öffentlichen Bewusstsein vergessen. Ein Großteil der knapp 300 Farbfotografien Gabriel Lippmanns, die sich erhalten haben, sind in Sammlungen weltweit zerstreut. Ein Konvolut von mehr als einem Drittel, genau 127, werden in Lausanne, im Photo Elysée aufbewahrt. Das Fotomuseum widmete Lippmann 2023 eine Ausstellung.
Nach Gabriel Lippmann war das Forschungscenter Centre de Recherche Public – Gabriel Lippmann in Beles (franz.: Belvaux), Luxemburg benannt. Zudem ist er Namensgeber für die Lippmann-Inseln vor der Westküste des Grahamlands, Antarktika und den Mondkrater Lippmann.